# 우리가족 마법사

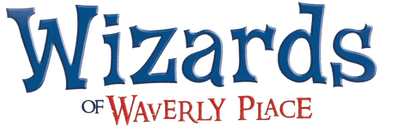

우리가족 마법사(Wizards of Waverly Place)는 미국 디즈니 채널 오리지널 드라마이다. 2007년 10월 12일부터 2012년 1월 6일까지 총 4시즌으로 방영되었다.